# 真田健一郎
真田 健一郎（さなだ けんいちろう、1936年9月10日 - 2008年12月17日）は、日本の俳優。本名は藤森 弘義。旧芸名は藤森 達雄、藤森 健之。
東京都墨田区出身。日本大学藝術学部卒業。劇団昴を経て、アクトレインクラブに所属していた。

## 人物
大学卒業後に新国劇に入団し、辰巳柳太郎に師事。以後1982年に退団するまで26年間に渡って主に新国劇で活躍。舞台以外にもテレビや映画の時代劇にも出演。池波正太郎からの信任が厚く、池波原作の演劇・テレビ作品の常連。「真田健一郎」の芸名も、新国劇退団時に池波が名付け親になって改名したものである。『鬼平犯科帳』では丹波哲郎主演版と中村吉右衛門主演版で、火付盗賊改方同心・沢田小平次役を演じており、『三毛猫ホームズの推理』など現代劇にも出演した。
特技は殺陣。

## 出演
太字はメインキャラクター。

### 演劇
- 鬼平犯科帳
- 乱舞
- 沓掛時次郎
- 恋白浪弁天お菊
- 静御前
- 暴れん坊将軍
- 木曽義仲と三人の女
- 二人吉宗
- 信長

### テレビドラマ
- 大河ドラマ（NHK）
  - 天と地と（1969年） - 丹羽長秀
  - 樅ノ木は残った（1970年） - 石田
  - 勝海舟（1974年） - 初五郎
  - 峠の群像（1982年） - 沼口兵太夫、侍
- 花のお江戸のすごい奴 第4話「明日雨になれ」（1969年、CX / 東映 / 新国劇） - 坂井
- 右門捕物帖 第5話「牢破り」（1969年、日本テレビ/ 東宝）（※藤森達雄 名義）
- 銭形平次 (大川橋蔵)（フジテレビ / 東映）
  - 第4シリーズ 第159話「あらくれ馬子唄」（1969年） - 伊之助（※藤森達雄 名義）
- 大忠臣蔵（1971年、NET）
- 特別機動捜査隊 第567話「女を棄てた女たち」（1972年、NET / 東映） - 日下竜三
- 子連れ狼 第1部 第26話「流れ影」（1973年、NTV） - 出淵（※藤森達雄 名義）
- 伝七捕物帳 第10話「心中、おたか観世音」（1973年、NTV / ユニオン映画）- 笠原澄太郎（※藤森達雄 名義）
- 座頭市物語 第24話「信濃路に春は近い」（1975年、CX / 勝プロ） - 猪之助
- 鬼平犯科帳（1975年） - 沢田小平次（※藤森達雄 名義）
- 長崎犯科帳 第13話「闇に消えた用心棒」（1975年、NTV） - 早坂権兵衛
- 夫婦旅日記 さらば浪人 第22話「灯篭流しの女」（1976年、勝プロ / CX）（※藤森健之 名義）
- 大江戸捜査網（12ch→TX / 三船プロ）
  - 第71話「瞼の花嫁衣装」（1972年） - 森村 （※藤森達雄 名義）
  - 第254話「身代わり囚人の罠」（1976年） - 氷室
  - 第265話「殺し屋と少年」（1976年） - 大倉
  - 第554話「女の死闘 くノ一対女隠密」（1982年） - 加倉井
- 同心部屋御用帳 江戸の旋風（第3シリーズ） 第27話「浪人狩り」（1977年、CX / 東宝）（※藤森健之 名義）
- 江戸の渦潮 第22話「老盗夜に走る」（1978年、CX / 東宝）（※藤森健之 名義）
- 桃太郎侍 第172話「つばめに惚れた鉄砲玉」（1980年、東映 / NTV）- 七之助（※藤森健之 名義）
- 鬼平犯科帳（ANB / 東宝）
  - 第1シリーズ 第27話「流星」（1980年） - 浪人剣客・沖源蔵（※藤森健之 名義）
  - 第3シリーズ（1982年） - 同心・山田市太郎
- 暴れん坊将軍シリーズ（ANB / 東映）
  - 吉宗評判記 暴れん坊将軍 第177話「鬼同心が哭いた朝」（1981年）- 中村（※藤森健之 名義）
  - 暴れん坊将軍II
    - 第30話「喧嘩纒は俺が振る!」（1983年） - 笹木重蔵
    - 第82話「やわら武士道日本晴れ!」（1984年） - 土井
    - 第137話「輝け! 初春の忍び恋」（1986年） - 遠州屋松蔵
    - 第179話「箱根八里の鬼退治!」（1986年） - 黒沼十兵衛

  - 暴れん坊将軍III
    - 第60話「母恋いなみだ舟」（1989年）- 犬飼十蔵
    - 第109話「この子どこの子め組の子」（1990年）- 相良伝蔵

  - 暴れん坊将軍IV 第10話「天下御免のくいしん坊侍」（1991年） - 飯岡文蔵
  - 暴れん坊将軍V 第10話「一目惚れ、仲よく危機一髪!」（1993年） -  小山頼母
- 時代劇スペシャル（CX）
  - 仕掛人・藤枝梅安 梅安蟻地獄（1982年 東宝） - 井坂惣市（※藤森健之 名義）
  - 奉行暗殺始末（1983年 国際放映） - 益山郁之助
  - 裏切りの報酬 追放者・九鬼真十郎（1983年 国際放映） - 辰吉
- 立花登・青春手控え 第15話「奈落の夕顔」（1982年、NHK）
- 積木くずし ～親と子の200日戦争～（1983年、TBS） - 中学校校長
- 太陽にほえろ!（NTV / 東宝）
  - 第548話「金曜日に会いましょう」（1983年） - 川崎北署刑事
  - 第569話「ホームラン」（1983年） - 松浦智の父親
  - 第595話「マミー激走!」（1984年） - 東和ローン南町支店長
  - 第643話「走れブルース」（1985年） - 内海社長（友信ローン）
  - 第668話「絆」（1985年） - 豚カツ屋主人
  - 第705話「一億五千万円」（1986年） - 邦栄商事社長
- 必殺仕事人III 第30話「スギ花粉症に苦しんだのは主水」（1983年、ABC / 松竹） - 玄庵
- 弐十手物語 第12話「吉原恋心中」（1984年、CX / 東映）
- 真田太平記（1985年 - 1986年、NHK） - 奥村弥五兵衛
- 誇りの報酬 第16話「三河湾に哀歌をきいた」（1986年、NTV / 東宝） - 沖警備員
- あぶない刑事 第24話「感傷」（1987年、NTV / セントラル・アーツ） - 山梨南署・署長
- 鬼平犯科帳（1989年 - 2001年、CX、以降スペシャルにて製作） - 沢田小平次
- 仕掛人・藤枝梅安（1990年、CX）
- 天下の副将軍水戸光圀 徳川御三家の激闘（1992年、TX / 松竹） - 中山備前守
- 時代劇スペシャル（TX / 松竹）
  - 闇の狩人（1994年） - 政七
  - 侠客幡隨院長兵衛（1995年） - 坂田茂平次
- 火曜サスペンス劇場 / 当番弁護士 第1話「カナリアは餌を食べたか -2つの殺人事件を繋ぐ容疑者の謎の伝言」（1995年、NTV / 磯田事務所）
- ドラマスペシャル / 三毛猫ホームズシリーズ 第1作「三毛猫ホームズの推理 女子大寮連続殺人! 密室トリックの謎!」（1996年、ANB） - 片山
- 水戸黄門（TBS / C.A.L）
  - 第25部 第26話「瞼の父は風車 -飯田-」（1997年6月23日） - 野上主膳
  - 第30部 第5話「謎の河童の恩返し -遠野-」（2002年2月4日） - 上野帯刀
- 剣客商売（1998年 - 2004年、CX、以降スペシャルにて製作、放送） - 生島治郎太夫
- 淀川長治物語 神戸篇 サイナラ（1999年、ANB / 武市プロ / PSC） - 検事
- 夜桜お染（2004年、CX） ‐ 家老・三浦

### 映画
- 人斬り（1969年、大映） - 北崎進
- 必殺仕掛人 春雪仕掛針（1974年） - 留造（※藤森達雄 名義）
- 鬼平犯科帳 劇場版（1995年） - 沢田小平次
- 風の歌が聴きたい（1998年）
- 三毛猫ホームズの推理（1998年） - 片山の父
- SADA〜戯作・阿部定の生涯（1998年） - 太鼓持ち
- 淀川長治物語神戸篇 サイナラ（2000年） - 花婿の父

### ゲーム
- シャドウハーツ（劉朱震）